# Парк Дойс-Ірманос
Парк Дойс-Ірманос (порт. Parque Dois Irmãos) — міський парк, ботанічний сад і зоопарк в районі Дойс-Ірманос міста Ресіфі, штат Пернамбуку, Бразилія.
Парк займає територію 384,42 га, з яких 14 га приходиться на зоопарк. У парку зберігається одна з найбільших ділянок первинного атлантичного лісу у штаті, а його головною метою є ознайомлення відвідувачів з цією та іншими екосистемами Північного Сходу, їх рідними рослинами та тваринами (такими як лінивці, сагі, коаті, капібари та численні ендемічні види птахів). В зоопарку мешкають 600 тварин, серед яких представлені всі основні групи наземних тварин.